# Para Ti (revista)
Para Ti es una revista mensual argentina dedicada a la mujer, creado por el periodista Constancio C. Vigil. El primer número fue publicado el 16 de mayo de 1922 a través de Editorial Atlántida. Durante 97 años se editó semanalmente y actualmente se edita de manera mensual.

## Versiones de la revista
- Para Ti Decoración (1990-presente)
- Para Ti Mamá (2005-presente)
- Para Teens (2003-presente)

## Rol durante la dictadura

### Postales en defensa del gobierno dictatorial
En agosto de 1978, la revista invitó a sus lectoras y sus familias a enviar postales al exterior que defendieran a la dictadura 1976-1983 de las denuncias de violaciones a los derechos humanos que se cometían. Marina Franco, doctora en Historia de la UBA y de la Universidad París, en su libro "El exilio - Argentinos en Francia durante la dictadura", aseguró que "la prensa masiva y en particular los diarios La Nación, La Prensa y las revistas de la Editorial Atlántida (Gente, Para Ti) apoyaron al régimen militar para crear la idea de que los cuestionamientos por violaciones al los derechos humanos se trataban de una campaña antiargentina. Para Ti, publicó una serie de fotos postales del país que las lectoras debían enviar a un listado de personas e instituciones que eran los ‘agentes’ de la campaña antiargentina". Entre ellas se incluía al Comité de Boicot al Mundial de Fútbol en Argentina.

### Entrevista falsa a una víctima del terrorismo de Estado
El 10 de septiembre de 1979 se publicó en la revista una entrevista apócrifa bajo el título “Habla la madre de un subversivo muerto”, realizada supuestamente a una detenida desaparecida que estaba secuestrada en la ESMA y hoy tiene 82 años. Por este hecho, las autoridades de Editorial Atlántida y los responsables de la publicación en aquella época fueron denunciados en la justicia con posterioridad a la restitución del orden democrático.
Para Ti sirvió de instrumento para difundir noticias falsas durante la visita de la Comisión Interamericana de Derechos Humanos (CIDH), y entre ellos fue denunciado Aníbal Vigil.